# Parotis
Parotis é um gênero de mariposa pertencente à família Crambidae.

## Distribuição
As espécies do gênero se encontram principalmente na África, Ásia e Austrália.

## Especies
- Parotis ankaratralis  Marion, 1954
- Parotis arachnealis  (Walker, 1859)
- Parotis atlitalis  (Walker, 1859)
- Parotis baldersalis (Walker, 1859
- Parotis chlorochroalis  (Hampson, 1912)
- Parotis costulalis  (Strand, 1912)
- Parotis egaealis  (Walker, 1859)
- Parotis fallacialis (Snellen, 1890)
- Parotis incurvata  Warren, 1896
- Parotis invernalis  (Joannis, 1927)
- Parotis laceritalis  Kenrick, 1907
- Parotis marginata  (Hampson, 1893)
- Parotis marinata  (Fabricius, 1784)
- Parotis ogasawarensis  (Shibuya, 1929)
- Parotis pomonalis  (Guenée, 1854)
- Parotis prasinalis  (Saalmüller, 1880)
- Parotis prasinophila  (Hampson, 1912)
- Parotis punctiferalis  (Walker, 1866)
- Parotis pusillalis  (Strand, 1912)
- Parotis pyritalis  (Hampson, 1912)
- Parotis squamitibialis  (Strand, 1912)
- Parotis squamopedalis  (Guenée, 1854)
- Parotis suralis  (Lederer, 1863)
- Parotis triangulalis  (Strand, 1912)
- Parotis vernalis  (Hampson, 1912)
- Parotis zambesalis  (Walker, 1866)